# Khalīfeh Dāvūd
Khalīfeh Dāvūd (persiska: خليفه داود) är en ort i Iran.   Den ligger i provinsen Ardabil, i den nordvästra delen av landet, 500 km nordväst om huvudstaden Teheran. Khalīfeh Dāvūd ligger 1 233 meter över havet och antalet invånare är 278.
Terrängen runt Khalīfeh Dāvūd är platt åt sydost, men åt nordväst är den kuperad. Runt Khalīfeh Dāvūd är det ganska tätbefolkat, med 56 invånare per kvadratkilometer. Närmaste större samhälle är Māzāfā, 16,4 km väster om Khalīfeh Dāvūd. Trakten runt Khalīfeh Dāvūd består i huvudsak av gräsmarker.